# 12 décembre 1956

## Naissances
- Barry Pickering, footballeur néo-zélandais
- Johan van der Velde, coureur cycliste néerlandais
- Ana Alicia, actrice américaine
- Jean-Paul Faugère, haut fonctionnaire français
- Henrikas Daktaras, chef mafieux lituanien
- Bill Pennington, journaliste américain
- Baruch Goldstein (mort le 25 février 1994), médecin sioniste religieux de nationalité israélo-américaine
- Lyubov Kozyreva,  joueuse de volley-ball soviétique
- Andreas Manz,  chercheur suisse en chimie analytique
- Bertrand Cardis, chef d'entreprise et sportif suisse

## Décès
- Ewald André Dupont (né le 25 décembre 1891), pionnier du cinéma allemand

## Autres événements
- Début de la Campagne des frontières en Irlande
- Début de la présidence de Nemours Pierre-Louis en Haïti
- Résolution 121 du Conseil de sécurité des Nations unies admettant le Japon comme pays membre
- Sortie américaine du film Man in the Vault
- Fondation de la ville brésilienne de Cabedelo
- Sortie japonaise du film Davy Crockett, roi des trappeurs
- Sortie allemande de La Belle et le Clochard